# Preševo (općina)
Preševo (općina) (alb.:Komuna e Preshevës, ćirilično: Општина Прешево) je općina u Pčinjskom okrugu na jugu Središnje Srbije. Središte općine je grad Preševo. 

## Zemljopis
Po podacima iz 2004. općina zauzima površinu od 264 km², nalazi se na jugu Srbije na granici s Kosovom i Sjevernom Makedonijom.

## Stanovništvo
Prema popisu stanovništva iz 2002. godine u općini živi 34.904 stanovnika, raspoređenih u 35 naselja , 89,10% stanovništva su Albanci.

## Naselja
Općina Preševo sastoji se od 35 naselja od kojih je jedan grad i 34 seoska naselja.

### Naselja
| - Aliđerce - Berčevac - Bujić - Bukarevac - Bukuvac - Buštranje - Golemi Dol - Gornja Šušaja - Gospođince - Depce - Donja Šušaja - Žujince | - Ilince - Kurbalija - Ljanik - Mađare - Miratovac - Norča - Oraovica - Pečeno - Preševo - Rajince - Ranatovce - Reljan | - Svinjište - Sefer - Slavujevac - Stanevce - Strezovce - Trnava - Cakanovac - Cerevajka - Crnotince - Čukarka |